# Olympische Sommerspiele 2000/Teilnehmer (Bahamas)
| Gelbes Symbol für Goldmedaillen mit stilisierten Olympischen Ringen | Graues Symbol für Silbermedaillen mit stilisierten Olympischen Ringen | Braundes Symbol für Bronzemedaillen mit stilisierten Olympischen Ringen |
| ------------------------------------------------------------------- | --------------------------------------------------------------------- | ----------------------------------------------------------------------- |
| 2                                                                   | —                                                                     | 1                                                                       |

Die Bahamas nahmen an den Olympischen Sommerspielen 2000 in Sydney mit einer Delegation von 25 Athleten (sechzehn Männer und neun Frauen) in drei Sportarten teil. Fahnenträgerin bei der Eröffnungsfeier war die Leichtathletin Pauline Davis-Thompson.

## Medaillengewinner

### Gold
| Name                                                                                            | Sportart       | Wettkampf                                 |
| ----------------------------------------------------------------------------------------------- | -------------- | ----------------------------------------- |
| Pauline Davis-Thompson                                                                          | Leichtathletik | Frauen, 200 Meter (nachträglich vergeben) |
| Eldece Clarke-Lewis, Pauline Davis-Thompson, Debbie Ferguson, Sevatheda Fynes & Chandra Sturrup | Leichtathletik | Frauen, 4 × 100 Meter                     |

### Bronze
| Name                                                                     | Sportart       | Wettkampf                                     |
| ------------------------------------------------------------------------ | -------------- | --------------------------------------------- |
| Chris Brown, Troy McIntosh, Avard Moncur, Timothy Munnings & Carl Oliver | Leichtathletik | Männer, 4 × 400 Meter (nachträglich vergeben) |

## Teilnehmer nach Sportarten

### Leichtathletik
- Christine Amertil
Frauen, 400 Meter: Vorläufe

- Chris Brown
Männer, 400 Meter: Viertelfinale
Männer, 4 × 400 Meter: Bronze

- Eldece Clarke-Lewis
Frauen, 4 × 100 Meter: Gold

- Pauline Davis-Thompson
Frauen, 200 Meter: Gold 
Frauen, 4 × 100 Meter: Gold

- Dominic Demeritte
Männer, 200 Meter: Vorläufe
Männer, 4 × 100 Meter: Vorläufe

- Jackie Edwards
Frauen, Weitsprung: 6. Platz

- Laverne Eve
Frauen, Speerwurf: 16. Platz in der Qualifikation

- Debbie Ferguson-McKenzie
Frauen, 100 Meter: 7. Platz
Frauen, 200 Meter: 4. Platz
Frauen, 4 × 100 Meter: Gold

- Savatheda Fynes
Frauen, 100 Meter: 6. Platz
Frauen, 4 × 100 Meter: Gold

- Iram Lewis
Männer, 4 × 100 Meter: Vorläufe

- Troy McIntosh
Männer, 400 Meter: Vorläufe
Männer, 4 × 400 Meter: Bronze

- Avard Moncur
Männer, 400 Meter: Halbfinale
Männer, 4 × 400 Meter: Bronze

- Tim Munnings
Männer, 4 × 400 Meter: Bronze

- Carl Oliver
Männer, 4 × 400 Meter: Bronze

- Wellington Saunders-Whymms
Männer, 4 × 100 Meter: Vorläufe

- Chandra Sturrup
Frauen, 100 Meter: 5. Platz
Frauen, 200 Meter: Viertelfinale
Frauen, 4 × 100 Meter: Gold

- Andrew Tynes
Männer, 200 Meter: Vorläufe

- Renward Wells
Männer, 100 Meter: Vorläufe
Männer, 200 Meter: Viertelfinale
Männer, 4 × 100 Meter: Vorläufe

- Tonique Williams-Darling
Frauen, 400 Meter: Vorläufe

### Schwimmen
- Jeremy Knowles
Männer, 200 Meter Brust: 36. Platz
Männer, 200 Meter Lagen: 35. Platz
Männer, 400 Meter Lagen: 31. Platz

- Allan Murray
Männer, 50 Meter Freistil: 37. Platz

- Christopher Murray
Männer, 100 Meter Freistil: 40. Platz

- Nick Rees
Männer, 100 Meter Schmetterling: 57. Platz

### Tennis
- Mark Knowles & Mark Merklein
Männer, Doppel: Viertelfinale